# Eye for an Eye (canción)
«Eye for an Eye» es una canción de la banda brasileña-estadounidense de groove metal Soulfly. Fue lanzado el 21 de febrero de 1998 como el primer sencillo de su primer álbum de estudio Soulfly, editado en abril de 1998. Sin embargo, "Eye for an Eye" es el décimo sencillo escrito por Max Cavalera en general. Su último sencillo fue "Ratamahatta" de Sepultura antes de dejar la banda y formar Soulfly. Se ha convertido en la canción característica de Soulfly y se utiliza al final de todos los espectáculos de Soulfly desde 1998.
La primera canción de Soulfly cuenta con los miembros de Fear Factory, Dino Cazares y Burton C. Bell como invitados.

## Lista de canciones
Sencillo CD
| N.º | Título           | Duración |  |
| 1.  | «Eye for an Eye» | 3:22     |  |

Promo Sencillo Cassette
| Lado A |                  |          |  |
| N.º    | Título           | Duración |  |
| 1.     | «Eye for an Eye» |          |  |

| Lado B |                  |          |  |
| N.º    | Título           | Duración |  |
| 2.     | «Eye for an Eye» |          |  |

## Personal
Soulfly
- Max Cavalera – Voces, Guitarra, Productor
- Jackson Bandeira – Guitarra
- Marcello D. Rapp – Bajo, Percusión
- Roy Mayorga – Batería, Percusión

Músicos adicionales
- Burton C. Bell: voz
- Dino Cazares: Guitarra